# Alessandro Grassini
Alessandro Grassini (Pisa, 22 giugno 1905 – ...) è stato un calciatore italiano, di ruolo attaccante.

## Carriera
Debutta in massima serie nella stagione 1922-1923 con il Pisa, disputando con i toscani nove campionati, per un totale di 97 presenze e 14 reti.
In particolare, tra il 1922 e il 1926 disputa 12 gare in Prima Divisione, la massima serie dell'epoca.